# René Gögge
René Gögge (* 22. November 1985 in Bergen auf Rügen) ist ein deutscher Politiker der Partei Bündnis 90/Die Grünen Hamburg und seit 2015 Mitglied der Hamburgischen Bürgerschaft; er rückte Mitte April 2015 für Eva Gümbel in die 21. Hamburgische Bürgerschaft nach.

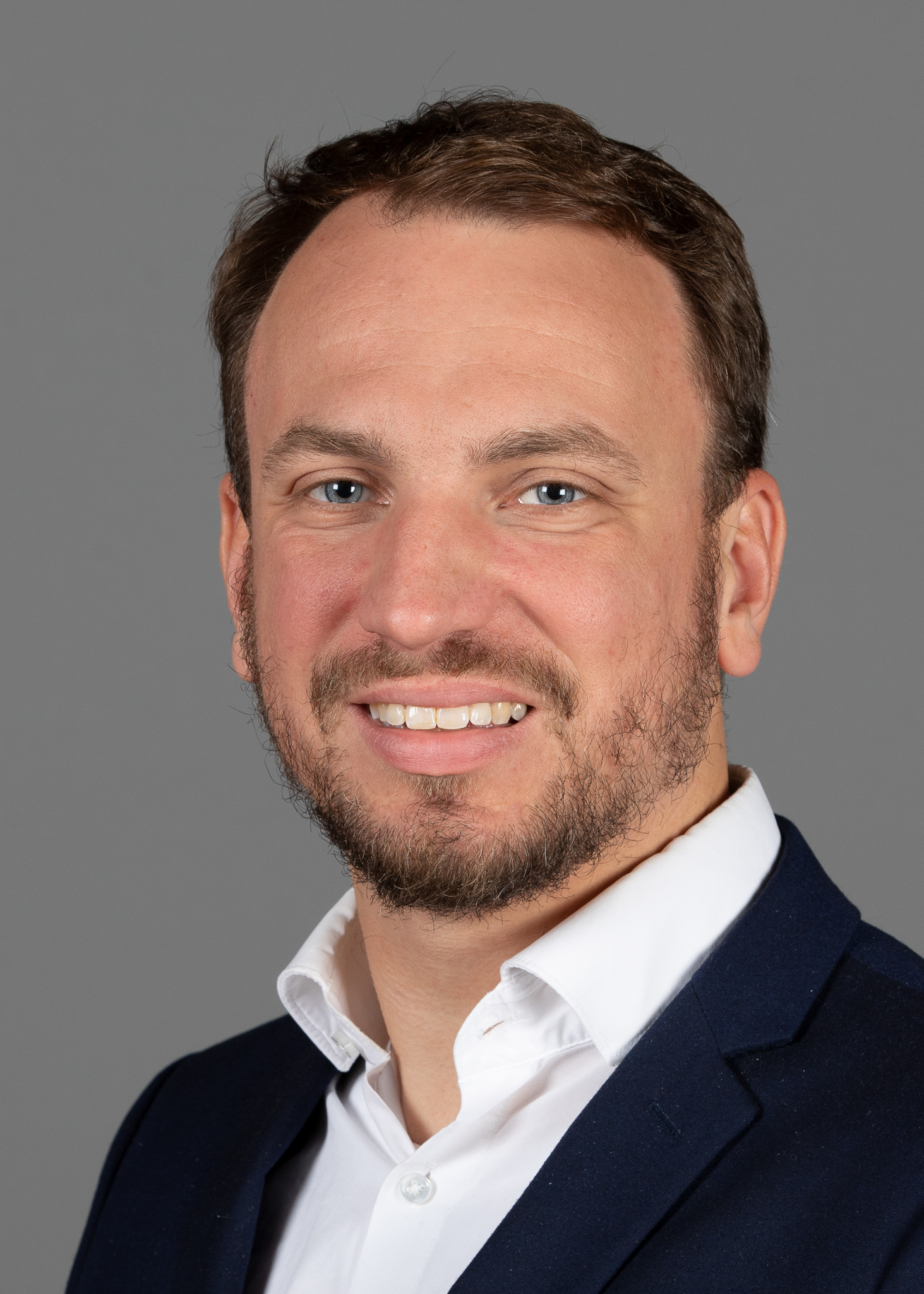
René Gögge 2018

## Leben
Gögge wuchs auf Rügen auf.
2005 begann Gögge das Studium „Public Management“ an der HAW Hamburg. 2008 schloss er dieses als Diplom-Verwaltungswirt (FH) ab. Er war mehrere Jahre Arbeitsvermittler beim Jobcenter und arbeitet heute in der Verwaltung der Berufsfeuerwehr Hamburg. Gögge lebt in Hamburg-Barmbek-Süd.

## Politik
Er kandidierte erfolglos als Rügener Wahlkreiskandidat der Grünen bei der Bundestagswahl 2005 im selben Bundestagswahlkreis wie Angela Merkel und stand auf Platz 5 der Landesliste der Grünen Mecklenburg-Vorpommern.
In Hamburg saß Gögge von 2008 bis 2014 für die Grünen in der Bezirksversammlung Nord.
Er war mehrere Jahre lang Sprecher der Landesarbeitsgemeinschaft „QueerGrün“ des Landesverbandes Hamburg.
Gögge kandidierte auf Platz 2 der Wahlkreisliste bei der Bürgerschaftswahl 2011 im Wahlkreis Barmbek – Uhlenhorst – Dulsberg. Im selben Wahlkreis, wieder auf Platz 2 der Liste, trat er auch zur Bürgerschaftswahl 2015 an. Mitte April 2015 rückte er für Eva Gümbel in die 21. Hamburgische Bürgerschaft nach. Er war in der 21. Wahlperiode kulturpolitischer und wissenschaftspolitischer Sprecher der Bürgerschaftsfraktion, Mitglied im Kulturausschuss, im Wissenschaftsausschuss sowie im Unterausschuss Personal und Öffentlicher Dienst.
Seit 15. Dezember 2016 war er außerdem Mitglied im Aufsichtsrat der AIDS-Hilfe Hamburg.
Bei der Bürgerschaftswahl 2020 trat er wieder auf Platz 2 der Wahlkreisliste im Wahlkreis Barmbek – Uhlenhorst – Dulsberg an und schaffte dabei am 23. Februar 2020 den Einzug in die Hamburgische Bürgerschaft der 22. Wahlperiode.